# Aboboerim Amade
Aboboerim Amade, Abu Ibraim Amade ou Abul Ibraim (em árabe: ‏أبو إبراهيم أحمد بن محمد بن الأغلب; romaniz.: Abū Ibrāhīm Aḥmad ibn Muḥammad ibn al-Aġlab; lit. Ababoerim/Abu Ibraim Amade, filho de Maomé ibne Aglabe"; m. 28 de dezembro de 863) foi o sexto emir aglábida de Ifríquia (atual Tunísia e Argélia Oriental) de 856 até à sua morte.
Sucedeu ao seu tio Abu Alabás I. Teve um reinado tranquilo e sem guerras, durante o qual o emirado prosperou graças ao desenvolvimento do comércio e da agricultura, que foi beneficiada por obras de irrigação. Promoveu muitas obras públicas, nomeadamente a reconstrução da Mesquita Zituna em Tunes e melhoramentos na Grande Mesquita de Uqueba em Cairuão.
Foi sucedido primeiro pelo seu irmão Ziadete Alá II, que morreu poucos meses depois, e depois pelo filho Abul Garanique (Maomé II).